# Nagykáta SE
A Nagykáta Sportegyesület az írott források szerint az 1913-as esztendőben alakult. 
Az évek során több szakosztály is megalakult, s szűnt meg az egyesületben (pl.: birkózás), de a legnépszerűbb az a labdarúgás volt. Jelenleg a labdarúgócsapat a Pest megye I. osztályban szerepel, miután megnyerte a 2014/2015-ös szezont a Pest megyei II. osztály, Keleti csoportját.
A felnőtt csapat mellett kb. 200 gyerek nevelése, versenyeztetése a legfőbb feladata a szakosztálynak. Jelenleg 9 utánpótlás (ovis előkészítő, U7, U9, U11, kiemelt U11, U12, U13, U15, U16, U19, leány U16) valamint egy felnőtt gárda (Pest megyei I. osztály) szerepel a számukra kiírt bajnokságban.
Az egyesület 2001 és 2006 között az NB III-as bajnokságban szerepelt. A 2014/2015-ös szezon igen sikeresre sikeredett, hiszen a felnőtt csapat duplázni tudott a Pest megyei sorozatokban. Előbb bajnoki címet szerzett a ,,megye-kettes" bajnokság, Keleti csoportban, majd megnyerte a 9. Pest Megyei Kupa-döntőjét is. Jelenleg is a Pest vármegyei I. osztály mezőnyében szerepel a felnőtt csapat. A sportegyesület 2021 februárjában körzetközponti besorolást nyert el a Magyar Labdarúgó Szövetségtől.
Jelenleg a labdarúgás mellett másik aktív szakosztály a sakk.
Elnök: Hegedűs József
Alelnök: Gallai Gergő
Elnökségi tag: Kelemen István
Szakosztályok: labdarúgás, sakk
Sakk szakosztály vezetője: Társi Miklós
Labdarúgó szakosztály vezetője: Kelemen István

## A labdarúgócsapat bajnoki szereplései
| szezon    | bajnokság                                                       | osztály | hely | pontok |
| 2024/2025 | Pest vármegyei I. osztály                                       | 4       | ?    | ?      |
| 2023/2024 | Pest vármegyei I. osztály                                       | 4       | 12   | 33     |
| 2022/2023 | Pest megyei I. osztály                                          | 4       | 9    | 35     |
| 2021/2022 | Pest megyei I. osztály                                          | 4       | 7    | 39     |
| 2020/2021 | Pest megyei I. osztály                                          | 4       | 3    | 51     |
| 2019/2020 | Pest megyei I. osztály                                          | 4       | 4    | 32     |
| 2018/2019 | Pest megyei I. osztály                                          | 4       | 3    | 50     |
| 2017/2018 | Pest megyei I. osztály                                          | 4       | 4    | 51     |
| 2016/2017 | Pest megyei I. osztály                                          | 4       | 8    | 41     |
| 2015/2016 | Pest megyei I. osztály                                          | 4       | 13   | 32     |
| 2014/2015 | Pest megyei II. osztály, Keleti csoport                         | 5       | 1    | 69     |
| 2013/2014 | Pest megyei II. osztály, Keleti csoport                         | 5       | 2    | 58     |
| 2012/2013 | Pest megyei II. osztály, Keleti csoport                         | 5       | 2    | 68     |
| 2011/2012 | Pest megyei I/B osztály, Déli csoport                           | 5       | 5    | 45     |
| 2010/2011 | Pest megyei I/B osztály, Déli csoport                           | 5       | 8    | 42     |
| 2009/2010 | Pest megyei I/B osztály, Déli csoport                           | 5       | 12   | 35     |
| 2008/2009 | Pest megyei II. osztály, RO-LA Kft. csoport                     | 5       | 6    | 33     |
| 2007/2008 | Pest megyei I. osztály                                          | 4       | 14   | 18     |
| 2006/2007 | NB III, Mátra csoport                                           | 3       | 14   | 13     |
| 2005/2006 | NB III, Mátra csoport                                           | 3       | 14   | 23     |
| 2004/2005 | NB III, Alföld csoport                                          | 4       | 9    | 35     |
| 2003/2004 | NB III, Alföld csoport                                          | 4       | 13   | 31     |
| 2002/2003 | NB III, Mátra csoport                                           | 4       | 10   | 40     |
| 2001/2002 | NB III, Mátra csoport                                           | 4       | 6    | 43     |
| 2000/2001 | Pest megyei I. osztály                                          | 5       | 13   | 35     |
| 1999/2000 | Pest megyei I. osztály                                          | 5       | 17   | 29     |
| 1998/1999 | Pest megyei I. osztály                                          | 5       | 14   | 42     |
| 1997/1998 | Pest megyei I. osztály                                          | 5       | 9    | 48     |
| 1996/1997 | Pest megyei I. osztály                                          | 4       | 9    | 49     |
| 1995/1996 | Pest megyei I. osztály                                          | 4       | 15   | 24     |
| 1994/1995 | Pest megyei I. osztály                                          | 4       | 6    | 52     |
| 1993/1994 | Pest megyei I. osztály                                          | 4       | 6    | 31     |
| 1992/1993 | Pest megyei I. osztály                                          | 4       | 2    | 36     |
| 1991/1992 | Pest megyei I. osztály                                          | 4       | 8    | 29     |
| 1990/1991 | Pest megyei II. osztály, ? csoport                              | 5       | 1    |        |
| 1989/1990 | Pest megyei II. osztály, ? csoport                              | 5       | 0    |        |
| 1986/1987 | Pest megyei II. osztály, ? csoport                              | 5       | 0    |        |
| 1973/1974 | Pest megyei Területi bajnokság, B-csoport                       | 6       | 11   | 22     |
| 1972/1973 | Pest megyei Területi bajnokság, B-csoport                       | 6       | 12   | 21     |
| 1968      | Pest megyei területi bajnokság, Közép-csoport                   | 6       | 3    | 36     |
| 1967      | Pest megyei területi bajnokság, Közép-csoport                   | 6       | 5    | 28     |
| 1966      | Pest megyei területi bajnokság, Közép-csoport                   | 6       | 4    | 33     |
| 1965      | Pest megye, I. osztály                                          | 5       | 15   | 25     |
| 1957/1958 | Pest megye, II. osztály, Kossuth csoport                        | 5       | 2    | 42     |
| 1954      | Pest megye, I. osztály, Déli csoport                            | 3       | 16   | 10     |
| 1953      | Pest megye, Területi bajnokság, B csoport                       | 4       | 1    | 38     |
| 1951      | Pest megye, Nagykátai járás                                     | 4       | 0    |        |
| 1950      | Pestvidéki LASZ, II. osztály, Rákosvidéki csoport               | 5       | 3    | 16     |
| 1949/1950 | Pestvidéki LASz, III. osztály, Nagykátai csoport                | 6       | 1    | 27     |
| 1947/1948 | Közép-Magyarországi LASz, II. osztály, Rákosvidéki csoport      | 5       | 0    |        |
| 1946/1947 | Középmagyarországi LASz, II. osztály, Szolnokvidéki vonal       | 5       | 0    |        |
| 1945/1946 | Középmagyarországi LASz I. osztály, Szolnokvidéki csoport       | 2       | 8    |        |
| 1944/1945 | Középmagyar kerület, I. osztály, ?vidéki csoport - Félbeszakadt | 3       | 0    |        |
| 1943/1944 | Középmagyar kerület, I. osztály, Szolnokvidéki csoport          | 4       | 5    | 23     |
| 1942/1943 | Duna-Tiszaközi kerület, I. osztály, Szolnok-vidéki csoport      | 4       | 5    | 15     |
| 1938/1939 | Középmagyar alszövetség, I.b. osztály, Dratsay csoport          | 4       | 9    | 1      |
| 1930/1931 | Középmagyarországi LASz, II. osztály, Csetneky csoport          | 3       | 7    | 2      |

forrás: www.magyarfutball.hu

## Külső hivatkozások
- Hivatalos honlap